# Aprendí a llorar
Aprendi a Llorar es el tercer álbum de la cantante ícono pop Mexicana Verónica Castro, el álbum fue publicado en 1979

Verónica Castro fue protagonista en la telenovela Los Ricos También Lloran.  El álbum tuvo éxito en USA, entró a mercados que nunca antes había llegado la música de Castro.  En la revista de Billboard llegó el álbum a número dos en la encuesta de los 40 más vendidos, mayormente por Los Angeles CA, San Antonio Texas y Chicago Illinois.

## Lista de canciones
1. "Aprendí a Llorar"
2. "Como un Cuento de Hadas"
3. "Corazoncito"
4. "Lo Conocí en Torreón"
5. "San Francisco de Asís"
6. "Yo creo en el Mañana"
7. "Necesito tu Amor"

## Sencillos
| #  | Título                    | Fecha |
| -- | ------------------------- | ----- |
| 1. | "Aprendí a Llorar"        |       |
| 2. | "Yo creo en el Maňana"    |       |
| 3. | "Como Un Cuento De Hadas" |       |
| 4. | "Necesito Tu Amor"        |       |

- Datos: Q4781825